# Pfarrkirche Oberstinkenbrunn

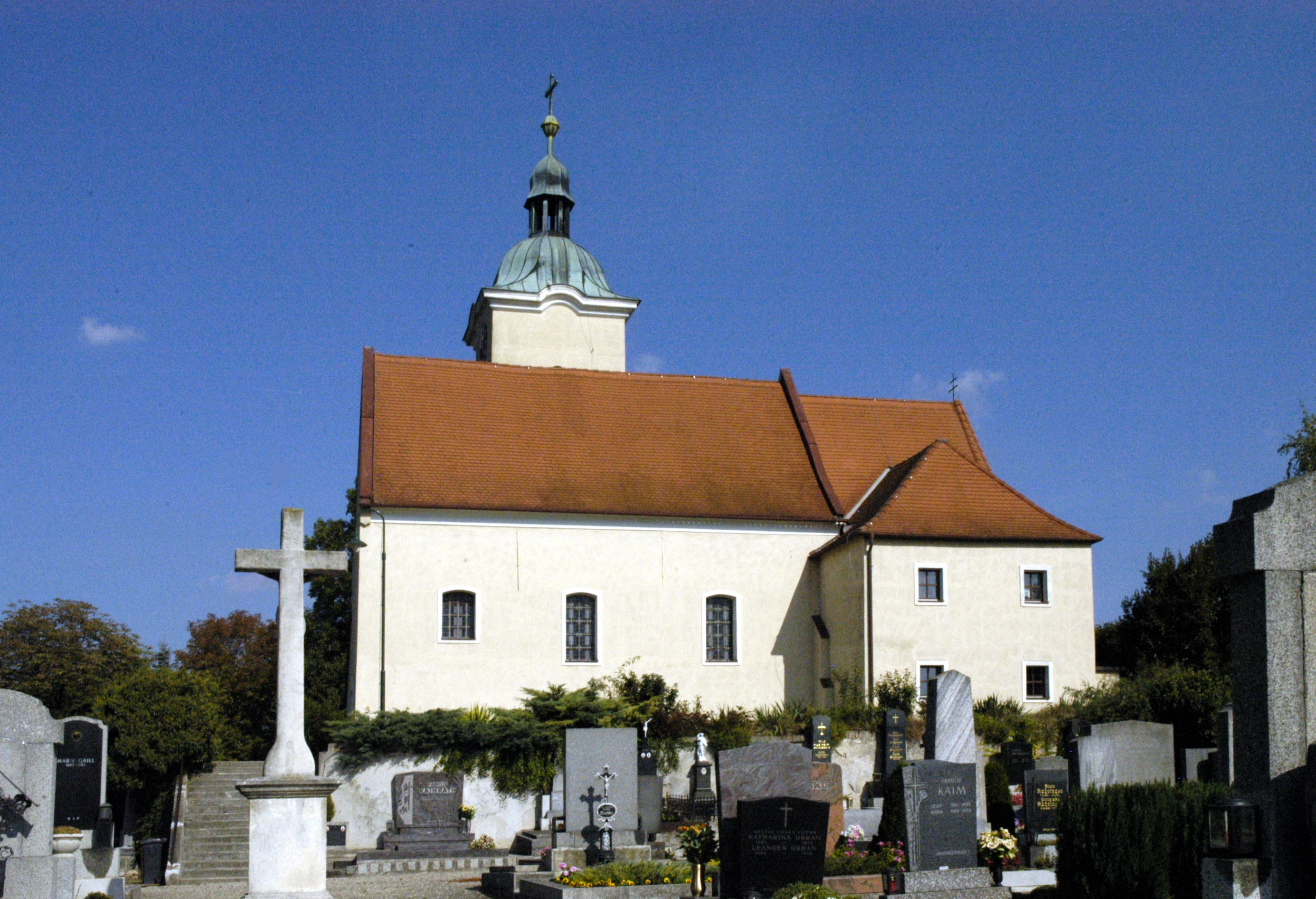
Katholische Pfarrkirche hl. Leonhard in Oberstinkenbrunn

Die Pfarrkirche Oberstinkenbrunn steht dominierend auf der Spitze eines ehemaligen Hausberges im Süden des Ortes Oberstinkenbrunn in der Marktgemeinde Wullersdorf im Bezirk Hollabrunn in Niederösterreich. Die dem Heiligen Leonhard von Limoges geweihte römisch-katholische Pfarrkirche gehört zum Dekanat Hollabrunn in der Erzdiözese Wien. Die Kirche steht unter Denkmalschutz (Listeneintrag).

## Geschichte
1783 wurde die Kirche zur Pfarrkirche erhoben. 1988 war eine Restaurierung.
Die im Kern gotische Kirche aus dem 14. Jahrhundert, der gotische Chor ist erhalten, erhielt in der zweiten Hälfte des 18. Jahrhunderts und in der ersten Hälfte des 19. Jahrhunderts ein barockisiertes Langhaus mit einem barockisierten Turm.

## Architektur
Das Kirchenäußere zeigt sich als schlichtes dreijochiges Langhaus mit Flachbogenfenstern unter einem Satteldach. Das gotische Nordportal mit einem profilierten Spitzbogen mit einer spätbarocken Holztür öffnet sich in die Turmhalle. Zwei gotische Spitzbogenfenster wurden 1988 freigelegt. Der zweijochige gotische Chor mit einem Fünfachtelschluss zeigt abgetreppte Strebepfeiler und Lanzettfenster. Südlich am Chor ist eine zweigeschoßiger Anbau mit Sakristei und Oratorium. Der im Kern gotische Nordturm am Langhaus hat gotische spitzbogige Schlitzfenster, ein abgefasstes Rundbogenportal aus dem 16. Jahrhundert, die barocke Erhöhung des Turmes mit Rundbogenfenstern nennt die Jahresangabe 1653, der spätbarocke Glockenhelm hat Uhrengiebel.

## Ausstattung

### Inneres
Das Kircheninnere zeigt sich im Langhaus mit queroblongen Platzlgewölben über Gurten auf Pilastern. Der eingezogene segmentbogige Triumphbogen ist aus dem 18. Jahrhundert. Der zweijochige Chor hat Kreuzrippengewölbe in parallele auf Nasen, Faltkonsolen und Maßwerkbaldachinen auslaufende Absenklinge übergehend. Das spätbarocke Sakristeiportal im Chor hat eine aufgedoppelte Tür. Die Turmhalle ist kreuzgratgewölbt.
Es gibt Holzfiguren Peter und Paul, Florian. Das Kruzifix in der Turmhalle ist aus dem 18. Jahrhundert.

### Orgel
Die Orgel mit 10 Registern baute Johann M. Kauffmann (1940).

### Glocken
Die Kirche verfügt über ein 3-stimmiges Geläut:
| Nr. | Schlagton | Gewicht in kg | Durchmesser in cm | Material | Gießer          | Gussjahr |
| --- | --------- | ------------- | ----------------- | -------- | --------------- | -------- |
| 1   | des²      | 500           | 97                | Stahl    | Böhler          | 19??     |
| 2   | b¹        | 423           | 87                | Bronze   | Joachim Groß    | 1672     |
| 3   | b²        | 80            | 52                | Stahl    | Bochumer Verein | 1917     |